# Shahrestān-e Najafābād
Shahrestān-e Najafābād (persiska: شهرستان نجف آباد, نجف آباد) är en delprovins (shahrestan) i Iran.   Den ligger i provinsen Esfahan, i den centrala delen av landet, 300 km söder om huvudstaden Teheran.
Delprovinsen hade 319 205 invånare 2016.